# Margenera aranesa
La margenera aranesa (Lasiommata petropolitana), també anomenada margera aranesa, és una espècie de lepidòpter papilionoïdeu de la família dels nimfàlids (Nymphalidae) present als Països Catalans.

## Distribució
S'estén pels principals massissos muntanyosos d'Europa, com ara Pirineus, Alps, Carpats, Balcans i Escandinàvia. A l'Àsia ocupa zones temperades fins a Mongòlia, nord-est de la Xina, extrem est de Rússia i el Japó. Absent de les principals illes mediterrànies. A la península Ibèrica només és present als Pirineus centrals, mentre que a Catalunya només es troba a la Vall d'Aran.

## Descripció
Envergadura alar d'entre 35 i 41 mm. Dimorfisme sexual evident per la presència, en els mascles, d'una banda androconial vellutada a l'ala anterior. Anvers de l'ala anterior de color bru fosc amb una franja taronja discontínua a la part exterior que conté un gran ocel negre amb centre blanc i un o dos més de molt petits a sobre i a sota, respectivament. Ala posterior també bruna i amb franja taronja que inclou diversos ocels. Revers de l'ala anterior semblant a l'anvers, però amb major presència de color taronja. Revers de l'ala posterior de color gris fosc amb diverses línies fosques primes i sinuoses, i una sèrie d'ocels a la part exterior.

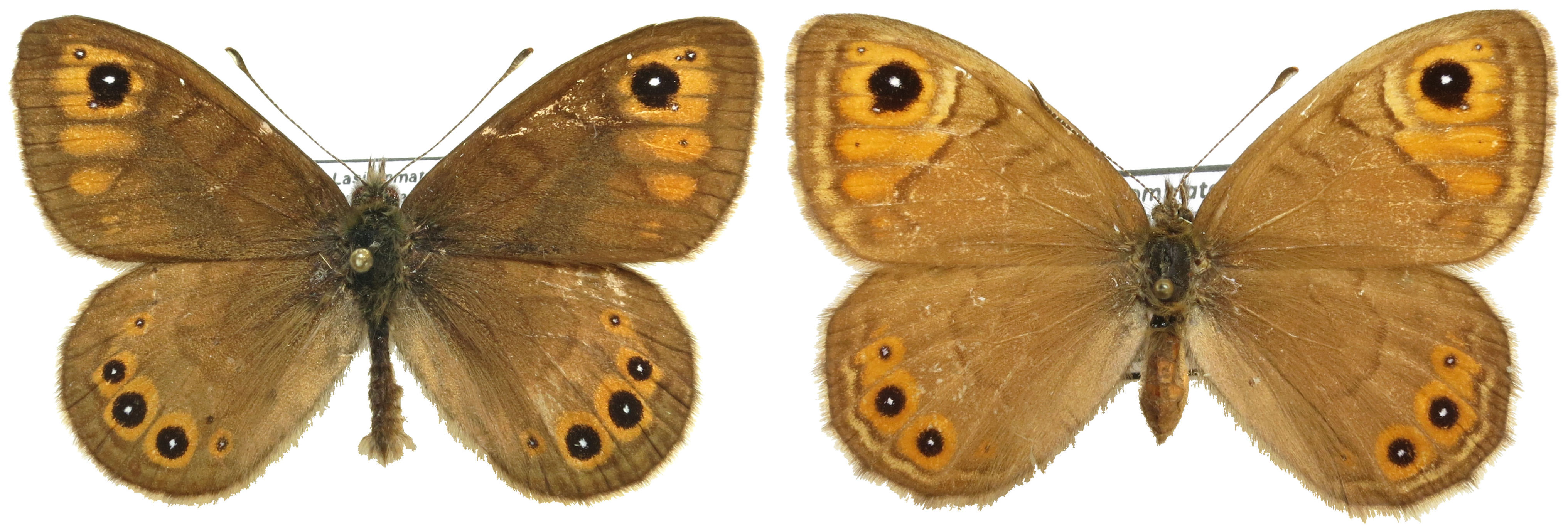
Lasiommata petropolitana ♂ i ♀

## Hàbitat
Vessants pedregosos, sorrencs o rocosos, barrancs, i vores i clarianes de boscos. Rang altitudinal des dels 100 m fins als 2250 m. L'eruga s'alimenta de diverses gramínies, com ara Calamagrostis, Festuca o Dactylis.

## Període de vol i hibernació
Vola en una única generació des de finals d'abril fins a principi d'agost, segons l'altitud. A la part sud de la seva distribució, possiblement existeix una segona generació parcial. Hiberna com a eruga o crisàlide.

## Espècies ibèriques similars
- Margenera comuna (Lasiommata megera)
- Margenera gran (Lasiommata maera)